# Пілюгіна Ольга Євгеніївна
О́льга Євге́ніївна Пілю́гіна (*7 жовтня 1982, Решетилівка Полтавської обл.) — українська художниця. Авторка гобеленів, витинанок та ін.
Ольга Євгеніївна Пілюгіна Заслужений майстер народної творчості України, членкиня Національної спілки художників України та Національної спілки майстрів народного мистецтва України, Лауреат премій І. П. Котляревського та О. Дмитренка, володарка Гранта Президента України, стипендіатка Президента України 2012—2015 р.р.
Авторка понад 150 унікальних гобеленів.

## Життєпис
Народилася 7 жовтня 1982 року у місті Решетилівка Полтавської області, у сім'ї майстра килимарства Євгена Пілюгіна та майстрині вишивки Лариси Пілюгіної. Має старшу сестру, також майстриню декоративно-ужиткового мистецтва, Наталію.

Почала професійно ткати у віці 11 років. 2005 року закінчила Полтавський технічний університет. З 2005 по 2015 рр. працювала викладачкою Полтавської дитячої художньої школи. Авторка підручника «Школа ремесел. Соломоплетіння. Килимарство», видавництво «Шкільний світ».

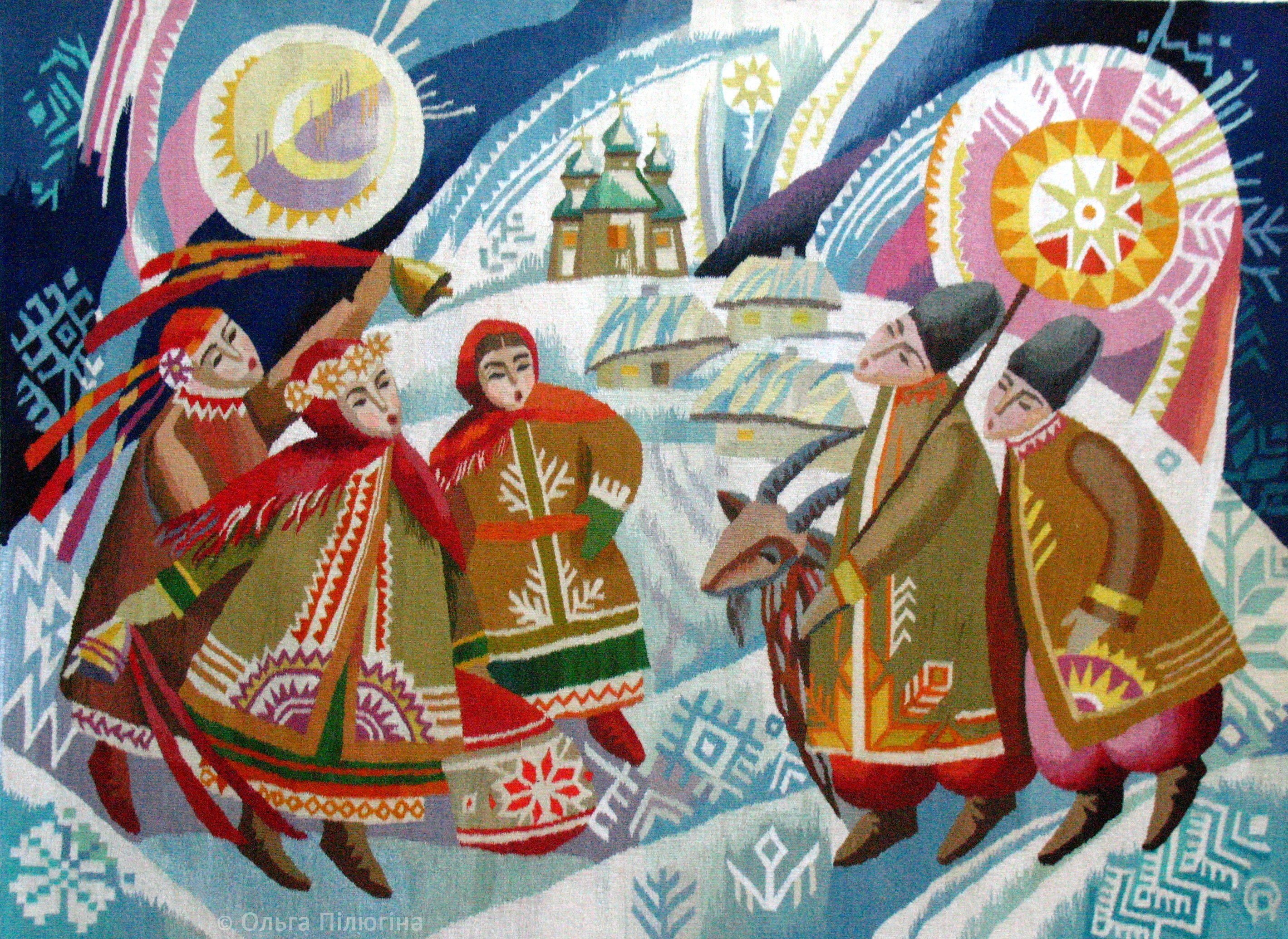
«Коляда». Авторський гобелен Ольги Пілюгіної, 2008.

Найбільш відомим твором Ольги Пілюгіної є гобелен «Коляда» (2008). Ця композиція стала найпопулярнішою в Україні на новорічно-різдвяну тематику. Композиція «Коляда» багаторазово використовувалась у привітальних публікаціях, листівках, банерах, біг-бордах, обкладинках різноманітних видань, у тому числі найвищими посадовими особами держави.

«Гетьманський». Гобелен Ольги Пілюгіної, 2014.

2013 року отримала Грант Президента України на виконання творчої роботи гобелена «Гетьманський», що став першим у серії орнаментальних гобеленів «Килимова Україна». Кожен з них було визнано кращим на Всеукраїнському мистецькому проекті-конкурсі «Кращий твір року». А саме: гобелен «Гетьманський» (2014), гобелен «Розквіт» (2015), гобелен «Козацький» (2016), гобелен «Добробут» (2017), гобелен «Зоряний» (2018), гобелен «Квітуча родина» (2019).
2016 року за родинну виставку у Національному банку України «Барви рідного краю» присвячену 25-ій річниці Незалежності України та Дню Державного Прапора України, де ознайомила з своєю творчістю працівників та гостей найвищої фінансової установи нашої держави отримала подяку голови НБУ.
У 2017 році відбулась персональна виставка «Килимова Україна» у Верховній Раді України, що мала на меті популяризацію та привернення уваги українського суспільства до гобелена, як стрімко зникаючого виду мистецтва.
2018 року за ініціативи Національної академії педагогічних наук України та товариства «Знання» України створила портрет-образ Президента Національної академії наук України Бориса Євгеновича Патона до його 100-річного ювілею.
У 2023 році бренд KHUSTYNA разом з Ольгою Пілюгіною створив колекцію хусток, натхненних її килимами. Шість із дев'яти ескізів для цієї колекції були розроблені на основі її робіт.
Твори Ольги Пілюгіної знаходяться в колекціях Національного музею декоративного мистецтва України, Музею м. Києва, Посольства України в Республіці Болгарія, Дніпропетровського історичного музею ім. Яворницького, Полтавського художнього музею (галереї мистецтв) ім. Миколи Ярошенка, Національного університету «Полтавська політехніка імені Юрія Кондратюка» та інших державних, корпоративних і приватних колекціях.
Мисткиня бере участь у науково-практичних конференціях та інших заходах, присвячених питанням збереження і розвитку культурної спадщини та зокрема традицій українського гобелена і його місця у сучасному культурному просторі.
Ольга Пілюгіна працює над збереженням та розвитком традицій українського гобелена, проводить майстер-класи та передає свій досвід молодому поколінню. Викладаючи у Національному університеті «Полтавська політехніка імені Юрія Кондратюка» на кафедрі образотворчого та декоративного мистецтва, навчає майбутніх художників. Проводить дослідницьку роботу по вивченню українського орнаменту. Розробляє нові сучасні пізнавані авторські композиції, розвиваючи традиційні народні форми. Власноруч створює гобелени у традиційний спосіб.

## Визнання
Ольгу Пілюгіну внесено до Національного реєстру нематеріальної культурної спадщини України, як носія елемента «Традиція рослинного килимарства селища Решетилівка Решетилівського району Полтавської області», що готується до внесення до репрезентативного списку елементів НКС UNESCO.
Про творчість майстрині було знято декілька телевізійних фільмів, зокрема:
- «Сучасники з Марією Бойко. Родина Пілюгіних», студія «Місто», 2013
- «Осередок культури. Решетилівка», медіа-центр НЦНК «Музей Івана Гончара», ГО «Культура та спадщина України», 2015
- «Зачаровані килими» та «Мелодія гобелену», ДТРК «Всесвітня служба УТР», 2015
- «Мистецтво створення гобелена», студія «Ейфорія» 2019
- «Мистецтво в країні війни: Ольга Пілюгіна», кінооб'єднання «Babylon'13», 2022

## Нагороди
Нагороджена грамотами Міністерства культури України (2007, 2012, 2013) за вагомий особистий внесок у створенні духовних цінностей, виховання молодого покоління та високу професійну майстерність.
2007 року стала лауреатом премії І. П. Котляревського.
Стипендіатка Президента України 2012—2015 рр.
2016 року стала переможницею обласного конкурсу «Успішна жінка Полтавщини — діяч культури та мистецтва».
2017 року отримала літературно-мистецьку премію імені Олексія Дмитренка.
2021 року отримала звання Заслуженого майстера народної творчості України.
На початку 2025 року отримала медаль «Леся Українка», за особистий внесок у розвиток мистецької педагогіки та багатолітню співпрацю з Національною академією педагогічних наук України.

## Виставки
Виставкову діяльність розпочала з 1995 року. Постійна учасниця персональних, Міжнародних, Всеукраїнських, обласних та регіональних художніх виставок. Серед них такі персональні виставки:
- 2008 — персональна художня виставка, виставкова зала ПООНСХУ, м. Полтава;
- 2010 — персональна виставка гобеленів, виставкова зала ПООНСХУ, м. Полтава;
- 2011 — «Решетилівські килими Ольги Пілюгіної», Національний заповідник «Софія Київська», м. Київ;
- 2012 — персональна виставка присвячена 21 річниці незалежності України, Посольство України в Болгарії, м. Софія, Болгарія;
- 2014 — презентація гобелена «Гетьманський» у Полтавському художньому музеї (галереї мистецтв) імені Миколи Ярошенка, м. Полтава;
- 2016 — «Решетилівські килими Ольги Пілюгіної» у рамках виставки «Сонячний Великдень — 2016» у Центрі Української Культури та Мистецтва, м. Київ;
- 2016 — «Мій дивосвіт» у виставковій залі Решетилівського ЦКД «Оберіг», с-ще Решетилівка, Полтавської обл;
- 2017 — «Килимова Україна», Верховна Рада України, м. Київ[7];
- 2018 — «Барвиста земля», Центр української культури та мистецтва, м. Київ;
- 2018 — «Килимовий дивосвіт», Арт-простір «Дерево життя» аутлет-містечка «Мануфактура», м. Київ;
- 2019 — персональна виставка гобеленів присвячена 100-річчю української культурної дипломатії, Чеський культурний центр, м. Будапешт, Угорщина;
- 2019 — персональна виставка гобеленів до 100-річчя відкриття Надзвичайної Дипломатичної Місії УНР та до Дня Конституції, Державне самоврядування українців Угорщини, м. Будапешт, Угорщина[13];
- 2019 — «Сад пісень», Центр сучасного мистецтва Національного університету «Полтавська політехніка імені Юрія Кондратюка», м. Полтава;
- 2020 — «Обраний шлях», Національний музей декоративного мистецтва України, м. Київ[14];
- 2020 — «Гармонії», Національна академія мистецтв, м. Київ;
- 2021 — «Світовідчуття», Київська міська галерея мистецтв «Лавра»;
- 2021 — «Роздуми», Полтавський художній музей;
- 2021 — «Reflections/Роздуми», Музей історії міста Києва[15].
- 2024 — «Мета», Музей української діаспори[16][17].

- Родинні виставки 2003 — виставка творів родини Пілюгіних «Чарівна нитка», м. Полтава; 2007 — родинна виставка у літературному музеї І.Котляревського, м. Полтава; 2007 — родинна виставка у Полтавському художньому музеї (галереї мистецтв), м. Полтава; 2008 — родинна виставка у виставковій залі спілки майстрів народного мистецтва, м. Київ; 2008 — родинна виставка у літературно-меморіальному музеї П.Мирного, м. Полтава; 2012 — родинна виставка «Мы и блистающий красками день!», галерея «Тушино», м. Москва, Росія; 2012 — родинна виставка у Полтавському художньому музеї (галереї мистецтв) ім. М.Ярошенка, м. Полтава; 2013 — родинна виставка у літературно-меморіальному музеї В. Г. Короленка, м. Полтава; 2013 — виставка у рамках проекту «Дні України у Великій Британії», м. Лондон; 2014 — родинна виставка, Український культурний центр, м. Париж; 2014 — виставка творів родини Пілюгіних присвячена 100-літньому ювілею Михайла Пілюгіна, с-ще Решетилівка Полтавської обл.; 2016 — художня виставка «Краса рідного краю» у Національному Банку України, м. Київ; 2017 — родинна виставка «Родинне древо», Полтавський художній музей (галерея мистецтв) імені Миколи Ярошенка, м. Полтава; 2017 — родинна виставка «Родинне древо», Полтавський літературно-меморіальний музей І. П. Котляревського, м. Полтава; 2018 — родинна виставка, Полтавський літературно-меморіальний музей І. П. Котляревського, м. Полтава; 2019 — виставка «Життя вишите на полотні», м. Решетилівка, Полтавська обл.
- Міжнародні виставки 2009 — Міжнародний мистецький проект «Мистецтво замість гармат», м. Полтава; 2012 — Міжнародна художня виставка «Мистецький міст Нева-Ворскла», м. Полтава; 2012 — Міжнародна художня виставка «Дороги Гоголя. Полтава — Санкт-Петербург», м. Санкт-Петербург, Росія;
- Всеукраїнські виставки 2002 — Всеукраїнська художня виставка «Молодіжна», м. Київ; 2002 — Всеукраїнська художня виставка «Різдвяна», м. Київ; 2003 — Всеукраїнська художня виставка «Великодня», м. Луганськ; 2003 — Всеукраїнська художня виставка «Мальовнича Україна», м. Львів; 2003 — Всеукраїнська художня виставка «Жінки України — митці», м. Черкаси; 2004 — Всеукраїнська художня виставка «Триєнале художнього текстилю», м. Київ; 2004 — Всеукраїнська художня виставка «Світ Божий, як Великдень», м. Івано-Франківськ; 2004 — Всеукраїнська художня виставка до Дня художника, м. Київ; 2004 — Всеукраїнська художня виставка «Жінки України — митці», м. Київ; 2005 — Всеукраїнська художня виставка до Дня художника, м. Київ; 2006 — Всеукраїнська художня виставка «Світ Божий, як Великдень», м. Миколаїв; 2007 — V Всеукраїнська виставка-ярмарок «Українське село запрошує»; 2007 — Всеукраїнська художня виставка «Різдво», м. Київ; 2008 — Всеукраїнська виставка претендентів у НСХУ, м. Київ; 2008 — Всеукраїнська художня виставка-конкурс «Кращий твір року 2008», м. Київ; 2008 — Всеукраїнська виставка прикладного мистецтва пам'яті Марії Приймаченко, м. Київ; 2009 — Всеукраїнська художня виставка присвячена 200-річчю від дня народження М. В. Гоголя «Микола Гоголь. Україна і світ.», м. Полтава; 2009 — Всеукраїнська художня виставка «Світ Божий, як Великдень», м. Одеса; 2009 — Всеукраїнська художня виставка до Дня художника, м. Київ; 2009 — Всеукраїнська художня виставка-конкурс «Кращий твір рок2009», м. Київ; 2010 — Всеукраїнська художня виставка-конкурс «Кращий твір року 2010», м. Київ; 2011 — Всеукраїнська виставка присвячена ювілею Лесі Українки, м. Луцьк; 2011 — Всеукраїнська виставка-конкурс «Кращий твір року 2011», м. Київ; 2011 — Всеукраїнський конкурс претендентів на премію імені Катерини Білокур, м. Київ; 2012 — Всеукраїнська виставка-конкурс «Кращий твір року 2012», м. Київ; 2013 — Всеукраїнська художня виставка «Молоде мистецтво молодої країни», м. Київ; 2013 — Всеукраїнська виставка до Дня художника, м. Київ; 2013 — Всеукраїнська виставка «Українська витинанка», м. Київ; 2013 — Всеукраїнська виставка-конкурс «Кращий твір року 2013», м. Київ; 2013 — Всеукраїнське трієнале художнього текстилю, м. Київ; 2014 — Всеукраїнська виставка-конкурс «Кращий твір року 2014», м. Київ; 2015 — Всеукраїнський мистецький проект-конкурс «Кращий твір року 2015», м. Київ; 2016 — Всеукраїнська виставка декоративного мистецтва «Від землі — до сонця», м. Чернівці; 2016 — Виставка на Всесвітньому конгресі українців, м. Київ; 2016 — Всеукраїнський мистецький проект-конкурс «Кращий твір року 2016», м. Київ; 2017 — Всеукраїнська виставка сучасного декоративного мистецтва «Від Землі до Сонця», м. Чернівці; 2017 — Всеукраїнська виставка-конкурс «Кращий твір року 2017», Національна спілка майстрів народного мистецтва України, м. Київ; 2017 — Всеукраїнська молодіжна виставка стипендіатів Президента України, Київський державний інститут декоративно-прикладного мистецтва і дизайну імені Михайла Бойчука, м. Київ; 2017 — VII Свято Новорічної Іграшки, Центр Української Культури та Мистецтва, м. Київ; 2017 — Виставка на Всеукраїнській конференції «Імплементація Конвенції про охорону нематеріальної культурної спадщини: підсумки та перспективи» Конвенції UNESCO про охорону нематеріальної культурної спадщини. 2018 — Всеукраїнська виставка декоративного мистецтва «Від землі — до сонця», м. Чернівці; 2018 — Всеукраїнська виставка-конкурс «Кращий твір року 2018», м. Київ; 2019 — Всеукраїнська художня виставка «Енеїда», м. Полтава; 2019 — Всеукраїнська виставка декоративного мистецтва «Від землі — до сонця», м. Чернівці; 2019 — Всеукраїнська виставка-конкурс «Кращий твір року 2019», м. Київ

## Галерея

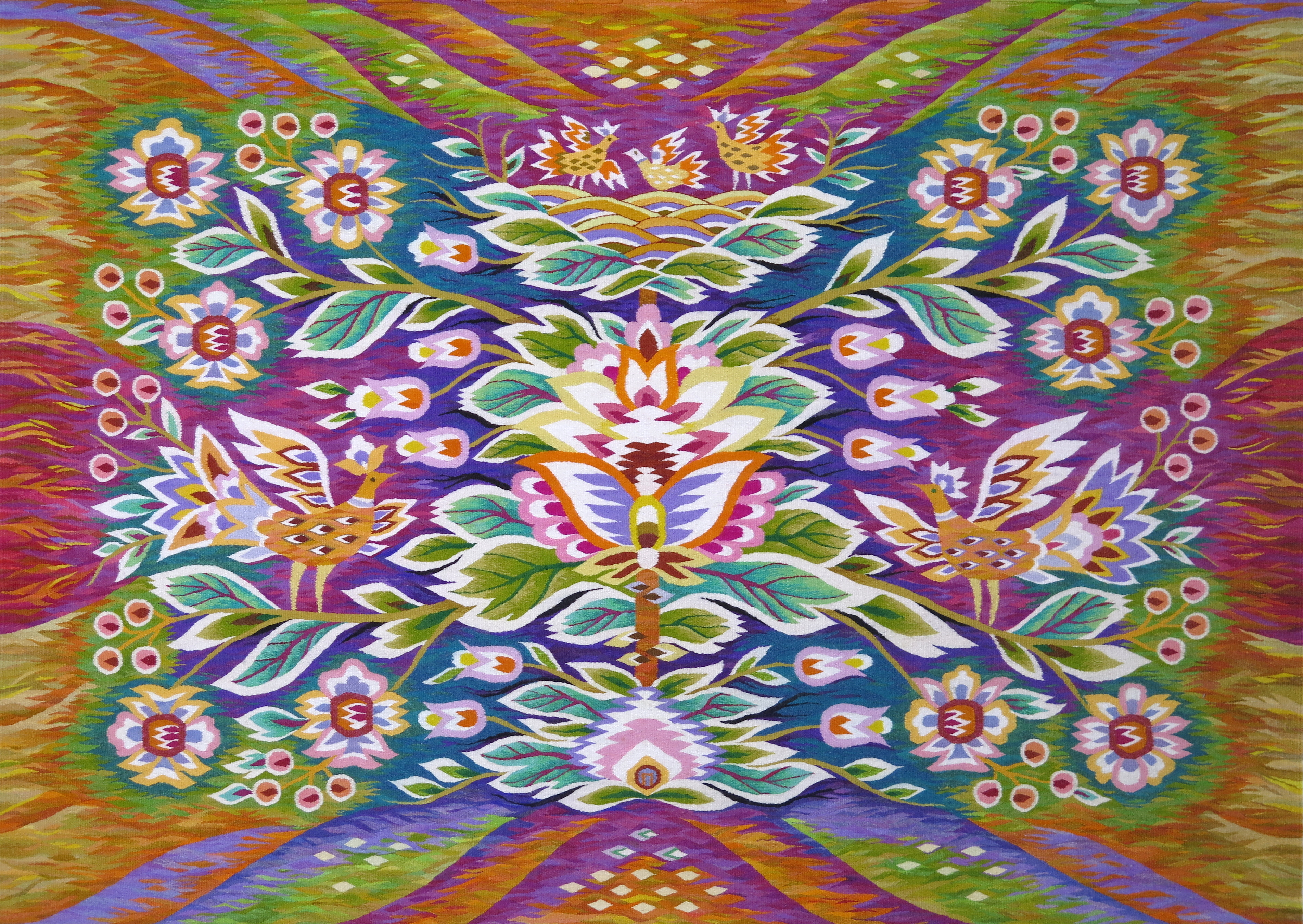
Авторський гобелен Ольги Пілюгіної «Квітуча родина»
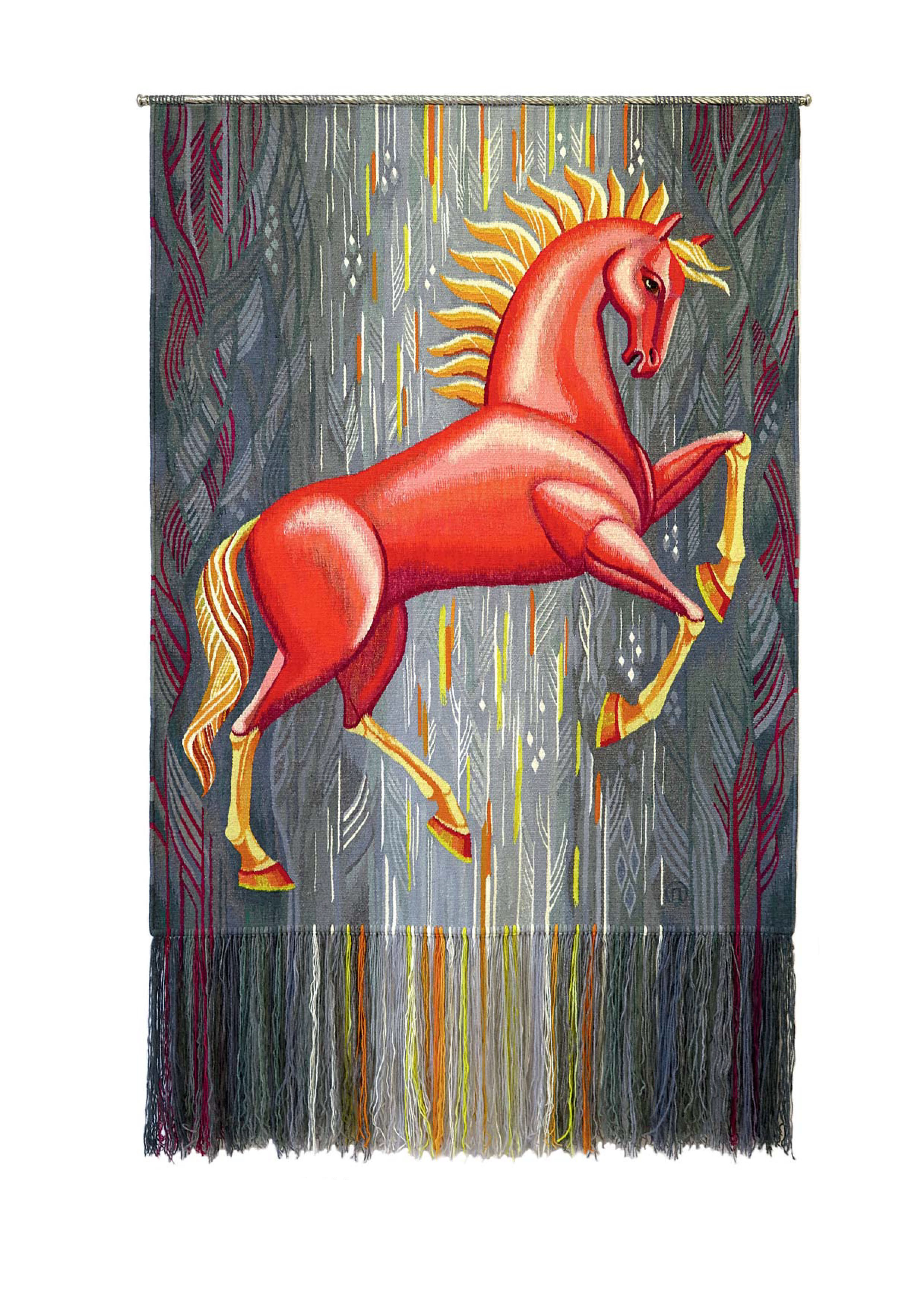
Авторський гобелен Ольги Пілюгіної «Світанок», 2018 р., 155х121 см
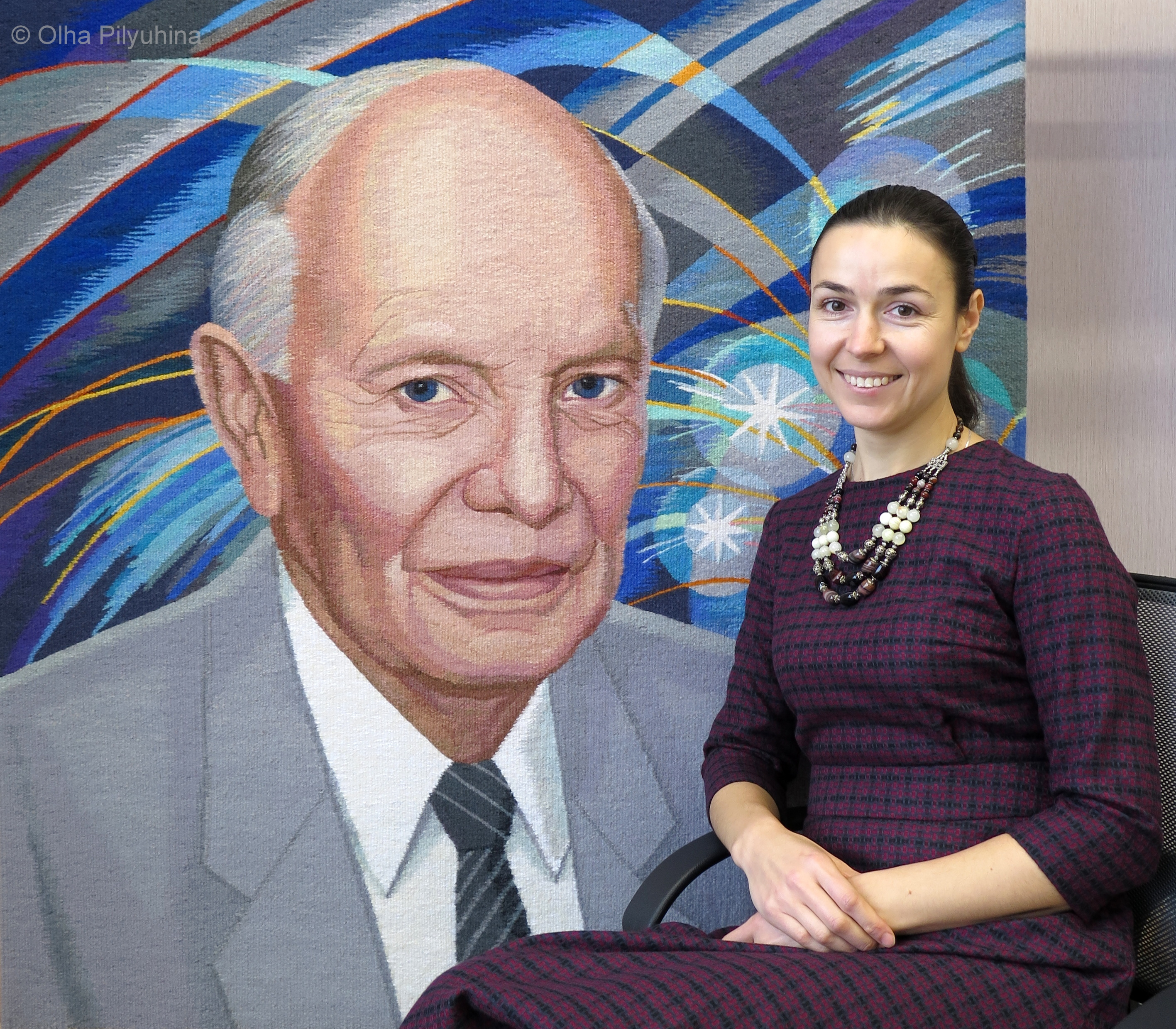
Художниця Пілюгіна О.Є. і портрет Патона Б.Є
Пілюгіна О. Срібний день. 2008. 98-90см
Пілюгіна О. Хвиля. 2007р.,вовна,ручне ткацтво. 62-108см
Ольга Пілюгіна, килим «Розквіт»
Пілюгіна О. Родинне гніздо. 2013
Пілюгіна О. 2010. 98х77
Пілюгіна О. Три стихії. 2008р.,вовна,ручне ткацтво.120-85см
Пілюгіна О. Слід.2004р.,вовна,ручне ткацтво.100-70см